# Ralph Richardson

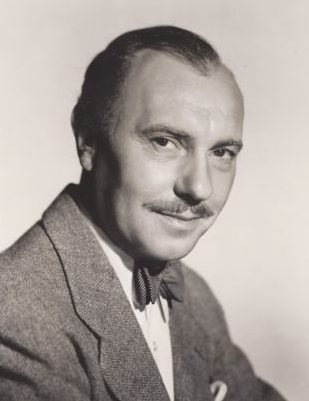
Richardson năm 1949

Sir Ralph David Richardson (19 tháng 12 năm 1902 - 10 tháng 10 năm 1983) là một diễn viên người Anh, cùng với những người đương thời của ông John Gielgud và Laurence Olivier, họ đã thống trị sân khấu Anh vào giữa thế kỷ 20. Ông đã tham gia trong các bộ phim trong suốt sự nghiệp của mình, và đã đóng hơn sáu mươi vai điện ảnh. Xuất thân từ nghệ thuật nhưng không phải sân khấu, Richardson đã không nghĩ đến sự nghiệp sân khấu cho đến khi vở Hamlet ở Brighton đã truyền cảm hứng cho ông trở thành một diễn viên. Ông đã học được nghề điện ảnh trong thập niên 1920 với một công ty lưu diễn và sau đó là Nhà hát kịch Birmingham. Năm 1931, ông gia nhập Old Vic, đóng vai chủ yếu của Shakespeare. Ông đã lãnh đạo công ty ở mùa sau, kế nhiệm Gielgud, người đã dạy ông nhiều về kỹ thuật sân khấu. Sau khi ông rời công ty, một loạt các vai trò hàng đầu đã đưa ông trở thành ngôi sao trong sân khấu West End và sân khấu Broadway.
Trong những năm 1940, cùng với Olivier và John Burrell, Richardson là đồng giám đốc của công ty Old Vic. Các vai nổi tiếng nhất của ông bao gồm Peer Gynt và Falstaff. Ông và Olivier dẫn dắt công ty đi châu Âu và Broadway vào năm 1945 và 1946, trước khi thành công của họ gây nên sự bất bình trong ban quản trị của Old Vic, dẫn đến việc họ bị sa thải khỏi công ty vào năm 1947.
Trong thập niên 1950, trong thời gian ở sân khấu West End và đôi khi lưu diễn, Richardson thủ vai trong các vở diễn hiện đại và cổ điển như The Heiress, Home tại Seven và Three Sisters. Ông tiếp tục hoạt động trên sân khấu và trong các bộ phim cho đến khi qua đời đột ngột ở tuổi tám mươi. Ông được người ta tưởng niệm trong những năm sau này vì những đóng góp với Nhà hát Quốc gia Peter Hall và giai đoạn hợp tác thường xuyên của ông với Gielgud.